# Vincenzo Pallavicini
Vincenzo Pallavicini (Brescia, mars 1723 - après octobre 1768) est un compositeur italien.

## Biographie
On connaît peu de choses de la vie de Pallavicini. Il est probablement le fils du compositeur Carlo Pallavicino et le frère du librettiste Stefano Benedetto Pallavicino. En 1743, il est entré à l'Accademia Filarmonica di Bologna, où il a étudié avec Padre Martini avec qui  il a noué une profonde amitié. En 1751 a été mis en scène à Brescia son opéra, Il Demetrio, et peu après il a été nommé à Venise maître de chapelle de l'« Ospedale degli Incurabili ».
Pallavicini est surtout connu pour avoir mis en musique le premier acte du livret Lo speziale ovvero la finta ammalata de Carlo Goldoni; les deux autres actes de l'opéra ont été mis en musique par Domenico Fischietti.

## Œuvres
Beaucoup des œuvres (surtout des opéras) de Pallavicini sont encore inconnues.
- Il Demetrio (dramma per musica, livret de Pietro Metastasio, 1751, Brescia)
- Lo speziale ovvero la finta ammalata (dramma giocoso, livret de Carlo Goldoni, écrit en collaboration avec Domenico Fischietti, 1754, Venise)
- Ave Maris Stella
- Sinfonia accomodata per il cembalo solo (attribution douteuse)